# Кисак-Каинский сельсовет
Кисак-Каинский сельсовет — муниципальное образование в Янаульском районе Башкортостана.
Согласно «Закону о границах, статусе и административных центрах муниципальных образований в Республике Башкортостан» имеет статус сельского поселения.

## Население
| 2002  | 2009  | 2010  | 2012  | 2013  | 2014  | 2015  |
| ----- | ----- | ----- | ----- | ----- | ----- | ----- |
| 1588  | ↗1665 | ↘1383 | ↘1353 | ↗1372 | ↘1353 | ↗1377 |
| 2016  | 2017  | 2018  |       |       |       |       |
| ↗1384 | ↘1373 | ↘1329 |       |       |       |       |

## Состав сельсовета
- с. Кисак-Каин,
- с. Прогресс,
- д. разъезда Бадряш,
- д. Тартар,
- д. Янбарис

### Упразднённые населённые пункты
- 1207 км — поселение железнодорожная казарма, упразднённое в 2005 году (Закон «О внесении изменений в административно-территориальное устройство Республики Башкортостан в связи с образованием, объединением, упразднением и изменением статуса населённых пунктов, переносом административных центров» от 20 июля 2005 года № 211-з)